# Phebalium daviesii
Phebalium daviesii es una especie de arbusto perteneciente a la familia de las rutáceas. Es un endemismo de Tasmania, Australia. La planta solo se encuentra en una pequeña área, cerca de George River en la costa nordeste de Tasmania. Se asumía que la planta se había extinguido hasta que fue redescubierta en diciembre de 1990, aunque solo menos de 40 plantas existen en la naturaleza. La especie se considera en crítico peligro de extinción dentro de Australia, sin embargo, la UICN no la tiene en la lista de especies en peligro de extinción.
En 2001, cada estado australiano nominó una flor nativa como emblema floral para celebrar el centenario de la Federación de Australia. Phebalium daviesii fue el emblema de Tasmania.

## Taxonomía
Phebalium daviesii fue descrita por Joseph Dalton Hooker y publicado en Fl. Tasman. 2: 358, en el año 1859.